# Хомбусь-Батырево
Хомбу́сь-Ба́тырево (чув. Хумпуҫ Патӑрьел) — село в Ибресинском районе Чувашской Республики. Входит в состав Чувашско-Тимяшского сельского поселения.

## География
Находится в центральной части Чувашии на расстоянии менее 2 км на восток по прямой от районного центра посёлка Ибреси.

## История
Село известно с 1741 года, когда здесь была построена церковь. В 1885 году Троицкая церковь была перестроена и действовала до 1937 года (здание не сохранилось). Некоторое время село было волостным центром. В период коллективизации был организован колхоз «Правда». В 1859 году учтено было 72 двора и 408 жителей, в 1879 68 дворов и 314 жителей, в 1920 году 573 человека, в 1970 528, в 1989 388. В 2010 году отмечено 102 двора.

## Население
Население составляло 353 человека (чуваши 97 %) в 2002 году, 311 в 2010.